# IC 1669
IC 1669 ist eine Spiralgalaxie vom Hubble-Typ Sa im Sternbild Fische auf der Ekliptik. Sie ist schätzungsweise 262 Mio. Lichtjahre von der Milchstraße entfernt und hat einen Durchmesser von etwa 75.000 Lj. 

Im selben Himmelsareal befinden sich u. a. die Galaxien NGC 468, IC 1668, IC 1673, IC 1677.
Das Objekt wurde am 30. November 1899 vom französischen Astronomen Stéphane Javelle entdeckt.